# Donji Gradac
Donji Gradac es un pueblo ubicado en el municipio de Široki Brijeg, en el cantón de Herzegovina Occidental, Bosnia y Herzegovina.

## Superficie
Posee una superficie de 10,36 kilómetros cuadrados.

## Demografía
Hasta 2013 la población era de 672 habitantes, con una densidad de población de 64,9 habitantes por kilómetro cuadrado. El 49,7% correspondía a hombres y el 50,3% a las mujeres.